# Cintractia bulbostylidis
Cintractia bulbostylidis är en svampart som beskrevs av R.G. Shivas & Vánky 2001. Cintractia bulbostylidis ingår i släktet Cintractia och familjen Anthracoideaceae.   Inga underarter finns listade i Catalogue of Life.